# Nichita al II-lea al Constantinopolului
Nichita al II-lea, numit și Mountanes, (în greacă Νικήτας Β΄ Μουντάνης, transliterat: Niketas 2 Mountanes), (n. secolul al XII-lea – d. 1189) a fost un cleric ortodox bizantin, care a îndeplinit funcția de patriarh ecumenic al Constantinopolului în perioada 1186-1189.

## Biografie
Nichita a fost anterior diacon și mare sachelar. Avea o vârstă înaintată atunci când i-a succedat în februarie 1186 patriarhului Vasile al II-lea, la cererea împăratului Isaac al II-lea Angelos, care, după cum susțin istoricii bizantini, a vrut să aibă un patriarh care să se supună voinței sale.
Cronicarii nu furnizează nicio dată cronologică cu privire la Nichita și nu există niciun act datat semnat de acesta. Durata patriarhatului său variază de la un autor la altul: 3 ani și 6 luni (manuscrisul Paris. suppl. 755), 3 ani și 7 luni (manuscrisele Atheniensis 1372 și Laurentianus LIX 13), 3 ani și 10 luni (Nichifor Calist) și 6 ani și 6 luni (Matei Cigalas și Filip de Novara). Teologul și bizantinologul francez Venance Grumel (secretar al Revue des études byzantines și autor al unei cronologii a patriarhilor de Constantinopol) susține că durata de 6 ani este imposibilă din cauză că s-ar suprapune cu păstorirea altor patriarhi, iar o durată mai mare de 3 ani ar ignora păstorirea în două rânduri a lui Dosoftei (februarie 1189 și septembrie/octombrie 1189 – septembrie 1191) și păstorirea lui Leontie (februarie/martie – septembrie/octombrie 1189), trecând direct de la păstorirea lui Nichita la cea de-a doua păstorire a lui Dosoftei, care a început în septembrie/octombrie 1189. Unele surse mai recente menționează că patriarhul Vasile al II-lea a păstorit în perioada începutul anului 1186 – mijlocul anului 1189 (Dictionnaire de théologie catholique) sau în perioada 1187–1190 (listele lui Karl Krumbacher). Din coroborarea informațiilor incluse în toate aceste surse istorice, Venance Grumel consideră că păstorirea lui Nichita al II-lea a început în februarie 1186 și s-ar fi încheiat în februarie 1189.
În februarie 1189, după trei ani de păstorire, patriarhul Nichita al II-lea a fost nevoit să demisioneze, pe de o parte, din motive de sănătate și de prea mare simplitate și, pe de altă parte, pentru a lăsa tronul patriarhal vacant pentru unul dintre apropiații împăratului.
Momentul morții lui nu este cunoscut. Un document conținând discursuri și elogii la adresa patriarhului Nichita Mountanes este păstrat astăzi în Mănăstirea El Escorial din Spania.